# وینگ تسان
WingTsun Kung Fu یا Wing Tsun یکی از شاخه‌های  وینگ چون است که توسط استاد لئونگ تینگ و پروفسور کرنشپشت در المان و چین گسترش داده شده‌است. و در حال حاضر به روز و مدرنترین سیستم در دنیا می باشد. استادان بزرگی همچون ، امین بوزتب که سسیتم ابماس را تاسیس نمودند. ویکتور گوترزبر از اسپانیا که وینگ فایت را تاسیس نمودند. سرجیو که سیستم دیگر و ..... کسانی هستند موفق ، که کلیه اصول اصلی وینگ چون را در این سیستم اموزش گرفته و پس از طی درجاتی. سیستم خودرا برای اموزش به هنرجویان برگزیدند.

## معرفی
مهم‌ترین هدف Wing Tsun وینگ چون (WT) واقع گرایی در سیستم دفاع شخصی می‌باشد. WT به جای تأکید بر تکنیکهای مبارزه بر روی اصول انرژی و مبارزه تکیه می‌کند.
ایده اصلی این است که، تحت فشار و استرس مبارزه، غیرممکن است که از طریق بینایی جهت دقیق و سرعت یک حمله را تشخیص داد و تصمیمی هوشمنداته با استفاده از روشی مؤثر در مفابل حمله حریف گرفت. که این تصمیم باید در زمانی کوتاه و قبل از فردود آمدن حمله حریف گرفته شود.ترجیحاًَ شخص باید بلافاصله حمله‌ای را مستقیماً و محتاطانه طراحی کند.این عکس العمل‌های غیرارادی است که تعیین می‌کند در صورتیکه حمله حریف در ادامه خطرساز شود، واکنش چگونه باشد.چی سائو یا دستان چسبان به هنرجو یاد می‌دهد که چگونه به‌طور غیر اردادی به سرعت، نیرو و جهت یک حمله بر مبنای حس لامسه (حسی که مغز بسیار سریع تر از حس بینایی آن را پردازش می‌کند)واکنش نشان دهد.

## نمایندگیایران Wing Tsun
Wing Tsun نوع خاصی از طرز نوشتن به زبان المانی. که سازمان EWTO  را در تمام دنیا شامل میشود و نماینده رسمی ان در ایران، گرندمستر شیرویه حسن زاده می باشد.